# 泰勒斯普林斯 (伊利諾伊州)
泰勒斯普林斯（英語：Taylor Springs）是位於美國伊利諾伊州蒙哥馬利縣的一個村落。

## 地理
泰勒斯普林斯的座標為39°07′54″N 89°29′30″W / 39.13167°N 89.49167°W，而該地最高點為海拔高度192米（即630英尺）。

## 人口
根據2010年美國人口普查的數據，泰勒斯普林斯的面積為2.69平方千米，當中陸地面積為2.60平方千米，而水域面積為0.09平方千米。當地共有人口690人，而人口密度為每平方千米256人。